# Villemolaque
Villemolaque település Franciaországban, Pyrénées-Orientales megyében. Lakosainak száma 1289 fő (2022. január 1.). Villemolaque Trouillas, Ponteilla, Bages, Saint-Jean-Lasseille, Banyuls-dels-Aspres, Tresserre, Passa és Brouilla községekkel határos.

## Népesség
A település népessége az elmúlt években az alábbi módon változott:
| Lakosok száma | 1177 | 1302 | 1387 | 1370 | 1380 | 1390 | 1356 | 1323 | 1289 |
|               | 2013 | 2015 | 2016 | 2017 | 2018 | 2019 | 2020 | 2021 | 2022 |